# Ecuațiile lui Euler (solid rigid)
În mecanica clasică ecuațiile de rotație ale lui Euler sunt ecuații diferențiale ordinare cvasiliniare vectoriale de ordinul întâi care descriu rotația unui solid rigid, folosind un sistem de referință în rotație⁠(d) cu viteza unghiulară ω, ale căror axe sunt solidare cu corpul. Forma lor vectorială generală este
{\displaystyle \mathbf {I} {\dot {\boldsymbol {\omega }}}+{\boldsymbol {\omega }}\times \left(\mathbf {I} {\boldsymbol {\omega }}\right)=\mathbf {M} }
unde M este momentul aplicat și I este matricea momentelor de inerție.
Vectorul {\displaystyle {\dot {\boldsymbol {\omega }}}} este accelerația unghiulară. Se precizează că toate mărimile sunt definite în sistemul de referință în rotație.
În coordonatele carteziene orientate după axele principale de inerție, ecuațiile devin
{\displaystyle {\begin{aligned}I_{1}\,{\dot {\omega }}_{1}+(I_{3}-I_{2})\,\omega _{2}\,\omega _{3}&=M_{1}\\I_{2}\,{\dot {\omega }}_{2}+(I_{1}-I_{3})\,\omega _{3}\,\omega _{1}&=M_{2}\\I_{3}\,{\dot {\omega }}_{3}+(I_{2}-I_{1})\,\omega _{1}\,\omega _{2}&=M_{3}\end{aligned}}}
unde Mk sunt componentele momentului aplicat, Ik sunt momentele de inerție principale, iar ωk sunt componentele vitezei unghiulare.
În absența momentelor aplicate se obține cazul particular, integrabil, al titirezului lui Euler. Când momentele sunt datorate gravitației, există cazuri particulare lagrangeene când mișcarea titirezului este integrabilă.

## Derivare
Într-un sistem de referință inerțial (index „in”), a doua lege a lui Euler afirmă că derivata momentului cinetic în funcție de timp, L, este egală cu momentul aplicat:
{\displaystyle {\frac {d\mathbf {L} _{\text{in}}}{dt}}=\mathbf {M} _{\text{in}}}
Pentru puncte materiale forțele interne sunt forțe centrale, această relație poate fi derivată folosind a doua lege a lui Newton.
Pentru un solidul rigid există relația dintre momentul cinetic și momentul de inerție Iin:
{\displaystyle \mathbf {L} _{\text{in}}=\mathbf {I} _{\text{in}}{\boldsymbol {\omega }}}
În sistemul de referință inerțial, ecuația diferențială nu este întotdeauna utilă în rezolvarea mișcării în general a unui solid rigid în rotație deoarece atât Iin, cât și ω se pot schimba în timpul mișcării. În schimb, se poate trece la un sistem de referință solidarizat cu corpul în rotație, în care tensorul momentului de inerție este constant. Folosind un sistem de referință, cum ar fi cel co originea în centrul de masă, poziția sistemului este eliminată din ecuații. În orice sistem de referință în rotație derivata în funcție de timp trebuie înlocuită astfel încât ecuația să devină
{\displaystyle \left({\frac {d\mathbf {L} }{dt}}\right)_{\mathrm {rot} }+{\boldsymbol {\omega }}\times \mathbf {L} =\mathbf {M} }
și astfel apare produsul vectorial. Componentele vectoriale ale momentului în sistemul de referință inerțial și în cel în rotație sunt legate prin
{\displaystyle \mathbf {M} _{\text{in}}=\mathbf {Q} \mathbf {M} ,}
unde {\displaystyle \mathbf {Q} } este tensorul rotației (nu matricea de rotație⁠(d)), un tensor ortogonal⁠(d) legat de vectorul vitezei unghiulare prin
{\displaystyle {\boldsymbol {\omega }}\times {\boldsymbol {u}}={\dot {\mathbf {Q} }}\mathbf {Q} ^{-1}{\boldsymbol {u}}}
pentru orice vector u.
Acum {\displaystyle \mathbf {L} =\mathbf {I} {\boldsymbol {\omega }}} este substituit și derivatele în funcție de timp sunt plasate în sistemul de referință în rotație, obserând în același timp că pozițiile particulelor și tensorul de inerție nu depind de timp. Aceasta conduce la forma vectorială generală a ecuațiilor lui Euler care sunt valabile într-un astfel de sistem de referință
{\displaystyle \mathbf {I} {\dot {\boldsymbol {\omega }}}+{\boldsymbol {\omega }}\times \left(\mathbf {I} {\boldsymbol {\omega }}\right)=\mathbf {M} .}
În general, după regulile de transformare ale tensorului, orice tensor de rangul 2, {\displaystyle \mathbf {T} }, are o derivată în funcție de timp {\displaystyle \mathbf {\dot {T}} } astfel încât pentru orice vector {\displaystyle \mathbf {u} } există {\displaystyle \mathbf {\dot {T}} \mathbf {u} ={\boldsymbol {\omega }}\times (\mathbf {T} \mathbf {u} )-\mathbf {T} ({\boldsymbol {\omega }}\times \mathbf {u} )}. Aceasta generează ecuațiile lui Euler prin introducerea {\displaystyle {\frac {d}{dt}}\left(\mathbf {I} {\boldsymbol {\omega }}\right)=\mathbf {M} .}

### Forma față de axele principale
Atunci când se alege un sistem de referință astfel încât axele sale să fie aliniate cu axele principale ale tensorului de inerție, matricea componentelor sale este o matrice diagonală, ceea ce simplifică mult calculele. În acest caz momentul cinetic L poate fi scris:
{\displaystyle \mathbf {L} =L_{1}\mathbf {e} _{1}+L_{2}\mathbf {e} _{2}+L_{3}\mathbf {e} _{3}=\sum _{i=1}^{3}I_{i}\omega _{i}\mathbf {e} _{i}}
De asemenea, în unele sisteme de referință care nu sunt solidarizate cu corpul este posibil să se obțină astfel de ecuații simple (tensorul diagonal) pentru rata de modificare a momentului cinetic. Atunci ω trebuie să fie viteza unghiulară de rotație a axelor sistemului de referință în loc de cea de rotație a corpului. Totuși, este încă necesar ca axele alese să fie axe de inerție principale. Forma rezultată a ecuațiilor de rotație Euler este utilă pentru obiectele simetrice în rotație care permit alegerea liberă a unora dintre axele principale de rotație.

## Caz particular: precesie fără moment
Precesiile fără moment sunt soluții netriviale pentru situația în care momentele din membrul stâng și drept al unei ecuații sunt zero. Când I nu este constant în sistemul de referință extern (adică corpul se mișcă și tensorul său de inerție nu este constant diagonal), atunci I nu poate fi folosit în operatorul de derivare al L. În acest caz, I(t) și ω(t) variază împreună astfel încât derivata produsului lor să fie zero. Această mișcare poate fi vizualizată prin elipsoidul lui Poinsot⁠(d).